# Pivovar Klášter
Pivovar Klášter je bývalý pivovar z pivovarské skupiny Pivovary Lobkowicz Group. Nachází se v obci Klášter Hradiště nad Jizerou v okrese Mladá Boleslav.

## Historie

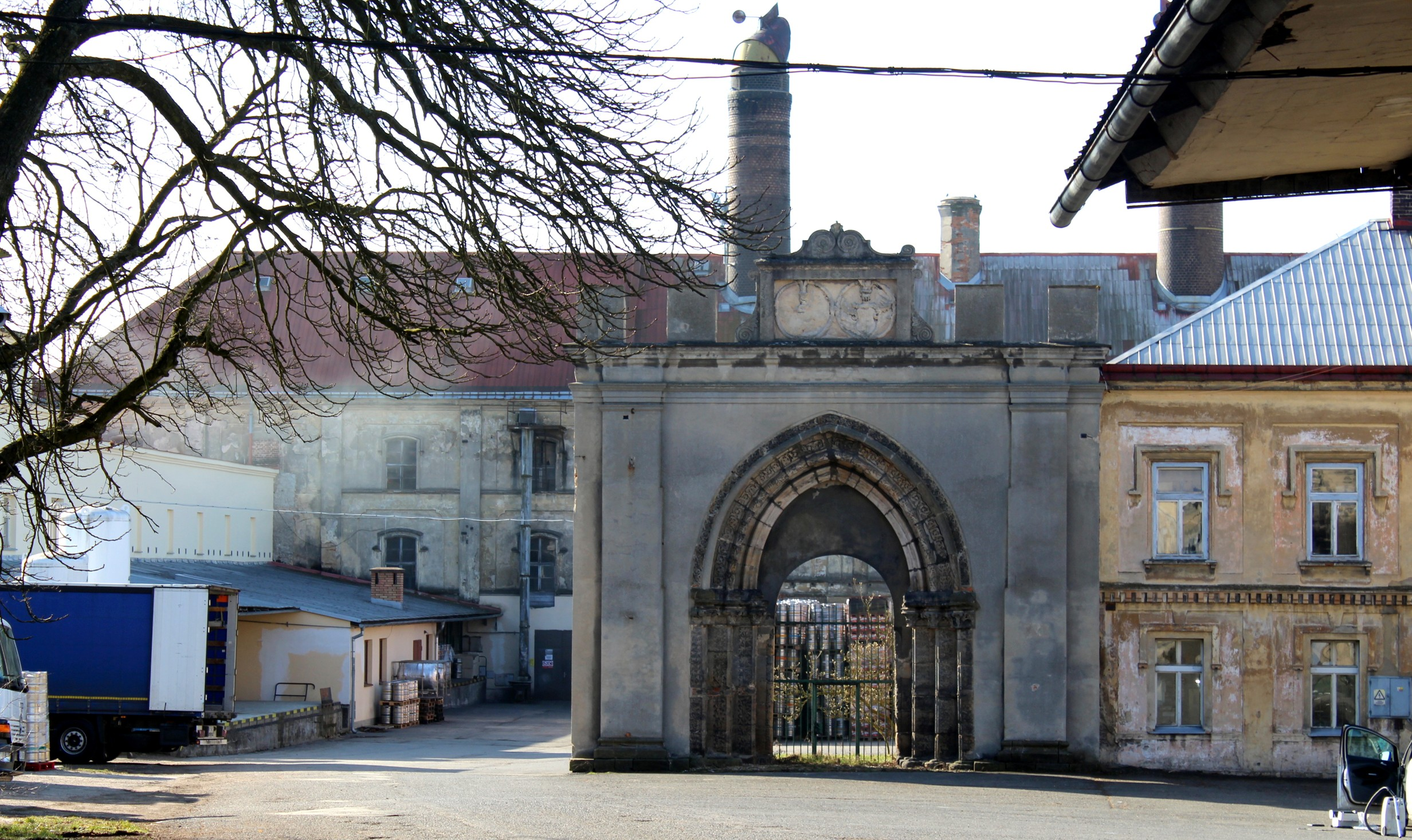
Nádvoří bývalého cisterciáckého kláštera, dnešního pivovaru

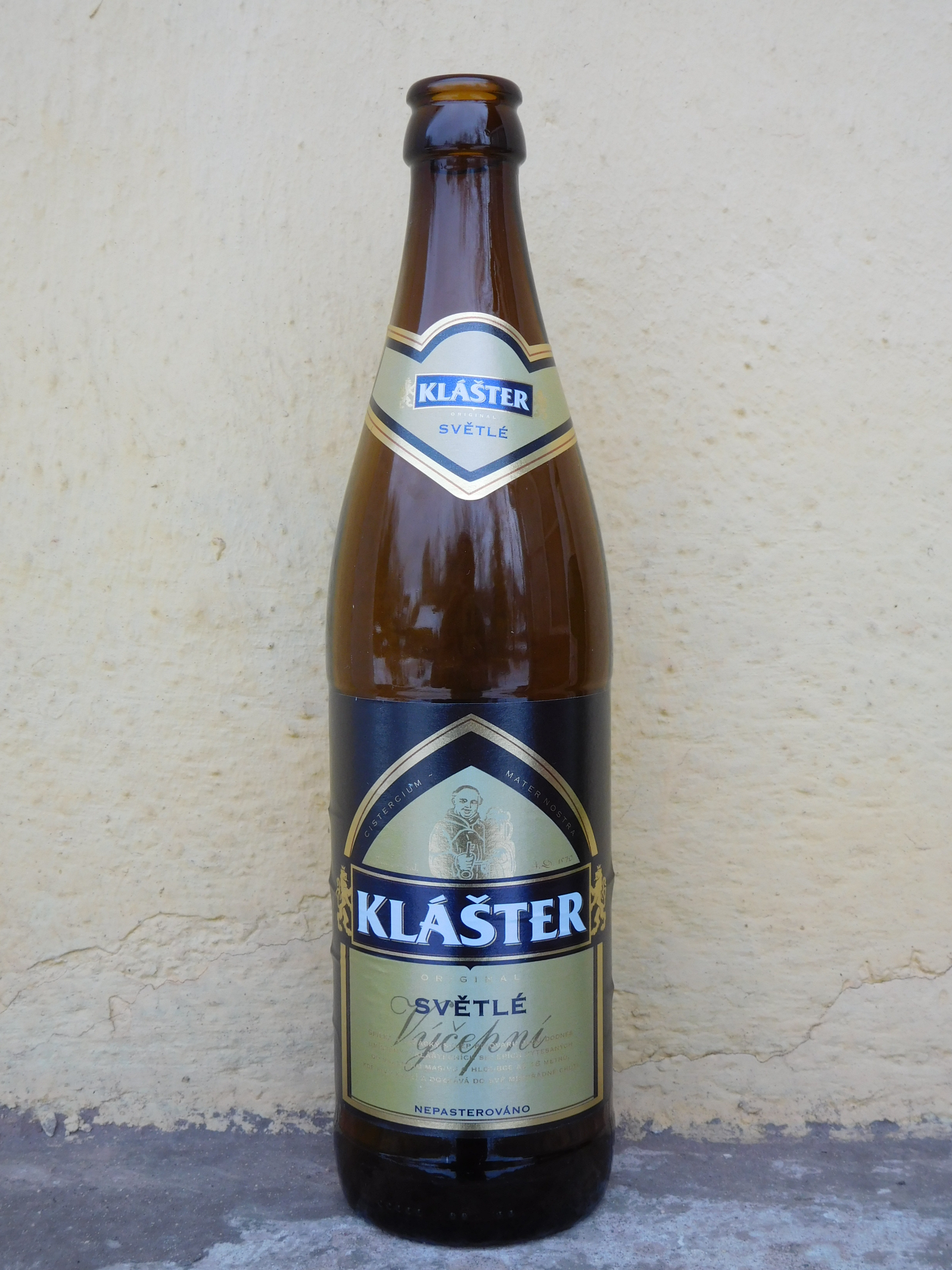
Klášter – světlé výčepní

Pivovar Klášter získal své jméno podle cisterciáckého kláštera Hradiště, který byl založen ve druhé polovině 12. století. Klášter tehdy patřil k nejvýznamnějším církevním objektům ve střední Evropě. Jako první zde začal vařit pivo Jiří Labouňský z Labouně, jenž svůj pivovar založil v roce 1570.
V roce 1612 koupil panství majitel blízkého Mnichova Hradiště Václav Budovec z Budova. Ten však byl v roce 1621 za svou účast na stavovském povstání proti císaři popraven na Staroměstském náměstí. Po jeho smrti přešel veškerý majetek na Albrechta z Valdštejna, jehož rodu pak patřilo panství až do roku 1945.
Začátek moderního pivovarnictví v Klášteře je spojen s rokem 1864. V tomto roce zde rod Valdštejnů nechal zbudovat jeden z nejmodernějších pivovarů své doby. V roce 1869 pivovar poničil rozsáhlý požár. Koncem 19. století patřil pivovar Klášter mezi sedm největších pivovarů v českých zemích.[zdroj?]
Od listopadu 2020 se hovořilo o ukončení výroby ke konci kalendářního roku. Vařil se zde Klášter 10°, 11°, Ležák a Klášter kvasnicový.
K pivovarnickému komplexu patří restaurace Skála, umístěná částečně v historických pivních sklepeních, a hotel Malý pivovar v budově historické sladovny.